# Direcció General de Política Lingüística de les Illes Balears
El Director General de Política Lingüística de les Illes Balears és un càrrec del Govern de les Illes Balears amb rang de direcció general que té per objectiu la creació de polítiques en matèria lingüística d'aquesta administració. Creat el 1995, va ser suprimit temporalment el juny de 2011 pel govern de José Ramón Bauzà Díaz (PP), quan les 66 direccions generals del Govern de les illes es van reduir a 31, i les seves competències van ser assimilades per la direcció general de Cultura i Joventut. Després de les eleccions de 2015, la nova presidenta Francina Armengol Socías va recuperar la direcció general i nomenà Marta Fuxà com a nova directora general.

## Directors generals
- Jaume Gil Cuenca, amb el conseller de Cultura Manuel Ferrer Massanet (PP, 1995-1999)
- Joan Melià i Garí, amb el conseller de Cultura Damià Pons i Pons (PSM, 1999-2003)
- Miquel Melià Caules, amb el conseller de Cultura Francesc Fiol Amengual (PP, 2003-2007)
- Margalida Tous Ferrer, amb els consellers d'Educació i Cultura Bàrbara Galmés Chicón (PSIB, 2007-2009) i Bartomeu Llinàs Ferrà (PSIB, 2009-2011)
- Marta Maria Fuxà Vidal, amb les conselleres de Participació, Transparència i Cultura Esperança Camps Barber (2015-2016), Ruth Mateu Vinent (2016-2017) i Fanny Tur Riera (2017-2019)[3]
- Beatriu Defior Barcons, amb el conseller d'Educació, Universitat i Recerca Martí Xavier March i Cerdà (juliol 2019-febrer 2021)[4] i el conseller de Fons Europeus, Universitat i Cultura Miquel Company Pons (febrer 2021)[5]